# Ло Кашо, Луиджи
Луи́джи Ло  Ка́шо (итал. Luigi Lo Cascio; род. 20 октября 1967, Палермо, Сицилия, Италия) — итальянский актёр театра и кино, режиссёр.

## Биография
Родился в Палермо 20 октября 1967 года. Имеет четверых братьев. Следуя семейной традиции, решил заняться медициной по специальности психиатрия. Во время учёбы стал выступать с уличными актёрами в родном городе, где был замечен в 1989 году театральным режиссёром Федерико Тиецци. Тот предложил ему небольшую роль в постановке  Сэмюэла Беккета «В ожидании Годо». Театр захватил Луиджи и он бросил медицину, чтобы стать профессиональным актёром. 
Так, он переехал в Рим, где в 1992 году закончил Национальную академию драматического искусства. В театре играл в спектаклях по произведениям Бертольта Брехта и Шекспира. После, в 2000 году по рекомендации своего дяди, актера Луиджи Мария Бурруано, знакомится с режиссёром Марко Туллио Джордана и получает роль молодого левого активиста и журналиста Джузеппе Импастато в фильме «Сто шагов». Фильм получил международное признание и в 2001 году выиграл премию «Золотой глобус», а сам актёр национальную итальянскую премию «Давид ди Донателло» за лучшую мужскую роль. После нескольких иных ролей в кино, Ло Кашо получает в 2003 одну из самых важных ролей в своей жизни в фильме Марко Туллио Джордана «Лучшие годы молодости». Этот семичасовой сериал шёл по итальянскому телеканалу «Rai Uno» с 7 по 15 декабря 2003 года. Интересный факт, что в фильме он сыграл психиатра, на которого когда-то учился в молодости. 
Всего актёр снялся в 26 фильмах. Является сценаристом и режиссёром фильма «Идеальный город», представленного в 2012 году на 69-м Венецианском кинофестивале в рамках программы независимого и параллельного кино Международной недели критики. 
С июля 2006 года актер женат на Дезидерии Райнер (она занимается монтажом фильмов), в браке с которой имеет двоих сыновей: Томмазо Изидоро и Артуро Тито. В настоящее время проживает в Риме.

## Фильмография
| Год  | Русское название              | Оригинальное название             | Режиссёр                           | Роль                                      |
| ---- | ----------------------------- | --------------------------------- | ---------------------------------- | ----------------------------------------- |
| 2000 | Сто шагов                     | I cento passi                     | Марко Туллио Джордана              | Пеппино Импастато (Джузеппе Импастато)    |
| 2001 | Свет моих очей                | Luce dei miei occhi               | Джузеппе Пиччони                   | Антонио                                   |
| 2002 | Лучший день в моей жизни      | Il più bel giorno della mia vita  | Кристина Коменчини                 | Клаудио                                   |
| 2003 | Лучшие годы молодости         | La meglio gioventù                | Марко Туллио Джордана              | Никола Карати                             |
| 2003 | Здравствуй, ночь              | Buongiorno notte                  | Марко Беллоккьо                    | Мариано                                   |
| 2003 | Мой шурин                     | Mio cognato                       | Алессандро Пива                    | Вито Куаранта                             |
| 2004 | Желанная жизнь                | La vita che vorrei                | Джузеппе Пиччони                   | Стефано/Фредерико                         |
| 2004 | Стеклянные глаза              | Occhi di cristallo                | Эрос Пульелли                      | Инспектор Джакомо Амальди                 |
| 2005 | Зверь в сердце                | La bestia nel cuore               | Кристина Коменчини                 | Даниэле                                   |
| 2006 | Тёмное море                   | Mare nero                         | Роберта Торре                      | Лука                                      |
| 2007 | Сицилийцы (Сладость и горечь) | Il dolce e l'amaro                | Андреа Порпорати                   | Саро Скордиа                              |
| 2008 | Чудо святой Анны              | Miracolo a Sant'Anna              | Спайк Ли                           | Анджело Торанчелли                        |
| 2008 | Бешеная кровь                 | Sanguepazzo                       | Марко Туллио Джордана              | Партизан, эпизодическая роль              |
| 2009 | Друзья бара «Маргерита»       | Gli amici del bar Margherita      | Пупи Авати                         | Мануэло                                   |
| 2009 | Баария                        | Baaria                            | Джузеппе Торнаторе                 | эпизодическая роль, «деревенский дурачок» |
| 2010 | Мы верили                     | Noi credevamo                     | Марио Мартоне                      | Доменико                                  |
| 2012 | Роман о бойне                 | Romanzo di una strage             | Марко Туллио Джордана              | Судья Уго Паолилло                        |
| 2013 | Идеальный город               | La città ideale                   | Луиджи Ло Кашо                     | Микеле Грассадониа                        |
| 2013 | Сальво                        | Salvo                             | Антонио Пьяцца и Фабио Грассадониа | Энцо Пулео                                |
| 2014 | Марина                        | Marina                            | Стиин Конинкс                      | Сальваторе Граната                        |
| 2014 | Цена человека                 | Il capitale umano                 | Паоло Вирдзи                       | Донато Руссоманно                         |
| 2014 | Наши дети                     | I nostri ragazzi                  | Ивано Де Маттео                    | Паоло                                     |
| 2015 | Итальянское имя               | Il Nome del figlio                | Франческа Аркибуджи                | Сандро                                    |
| 2015 | Полёт осла                    | L'asino vola                      | Марчелло Фонте, Паоло Триподи      | Маурицио, дирижер оркестра                |
| 2017 | Захочу и соскочу: Мастеркласс | Smetto quando voglio: Masterclass | Сидней Сибилия                     | Вальтер Меркурио                          |
| 2017 | Захочу и соскочу: Супергерои  | Smetto quando voglio: Ad Honorem  | Сидней Сибилия                     | Вальтер Меркурио                          |

### На телевидении
- 2012 — Мечта марафонца (Il sogno del maratoneta, реж. Леоне Помпуччи) —Дорандо Пьетри

- 2013 — Непослушный мальчик (Il bambino cattivo, реж. Пупи Авати) — Микеле

### В короткометражных фильмах
- 2012 — 6 sull'autobus

- 2010 — Andare

- 2010 -— Il pacco (реж. Дезидерия Райнер)

### Кинорежиссёр
- 2012 — Идеальный город (La città ideale)

### Театральный режиссёр
- 2005 — Nella tana
- 2008 — La caccia
- 2014 — Otello
- 2015 — Il sole e gli sguardi